# جزر القمر في الألعاب الأولمبية
جزر القمر في الألعاب الأولمبية تقوم اللجنة الأولمبية الرياضية القمرية بالإشراف في شؤون مشاركة جزر القمر في الألعاب الأولمبية، شاركت جزر القمر أول مرة في الألعاب الأولمبية في دورة 1996 في أتالانتا في الولايات المتحدة، لم تفز جزر القمر حتى الآن بأي ميدالية في الألعاب الأولمبية.